# Torpabron
Torpabron är en bro längs E45 som korsar Slumpån några kilometer nedströms Sjuntorp, på gränsen mellan Lilla Edets kommun och Trollhättans kommun.
Bron är byggd före 1962, sannolikt under 1950-talet. Före bron byggdes gick riksvägen genom Sjuntorp 5 kilometer österut där ån är smalare och har mindre branta stränder än vid Torpabron.
Mellan 2007 och 2012 byggdes E45:an om till motorväg, både norr och söder om bron. På grund av dåliga markförhållanden i området och budgetproblem valde man att skjuta ombyggnationen av bron på framtiden. Bygge av en motorvägsbro är inte inplanerad inom 2020-talet.